# الدويرة (الجزائر)
مدينة جزائرية تابعة لولاية الجزائر هي بلدية تابعة لدائرة درارية.
- عدد السكان في 2006 كان 47,124ن
- الرمز البريدي 42455
- وأشهر الأحياء: حي بلال٫شارع عيساتي٫حي شرشالي بوعلام ٫حي المجاهدين، ولاد منديل

## تاريخ
منذ عام 1830، كانت الدويرة في البداية عبارة عن معسكر ومستشفى عسكري تم إنشاؤه بدلاً من مركز مراقبة تركي يسمى برج الحمر على رعن يسيطر على سهل متيجة وخاصة على الطريق الرئيسي من الجزائر العاصمة إلى البليدة.
تم ترسيم حدود منطقة دويرا الريفية بموجب مرسوم صدر في 23 مايو 1835، وتم إنشاء مستوطنات عفوية في ذلك العام حول المخيم. تم التخطيط للقرية لتكون قرية استعمارية بموجب خطة جويوت، وكانت القرية بطيئة في أن تصبح مأهولة بالسكان، وبقيت لفترة طويلة مأهولة بشكل رئيسي بالجنود المسؤولين عن حماية قرى الاستعمار في متيجة. في 30 نوفمبر 1843، وقع قتال بأولاد منديل بين القوات العربية وفوج المشاة من الخط الثالث عشر. تم ترقيتها إلى رتبة بلدية كاملة بموجب مرسوم صدر في 21 نوفمبر 1951. وأصبحت الدويرة مركزًا عسكريًا مهمًا يستضيف ثكنتين (تسمى دامريمونت وبوغود) وأفواج من فيلق الجيش التاسع عشر.
وفي عام 1894، فقدت أكثر من ثلث أراضيها مع إنشاء بلدية سانت فرديناند (سويدانية).
منذ عام 1923، استضافت دويرا مركز نقل عسكري كبير، ثم تم تركيب مستشفى كبير يضم 2000 سرير في عام 1962.
في عام 1984، تم فصل منطقة جديدة لإنشاء بلدية الرحمانية حول القرية التي كانت تسمى سابقًا سانت أميلي.

## مواضيع ذات صلة
- تاريخ ولاية الجزائر
- بلديات ولاية الجزائر
- دوائر ولاية الجزائر